# Kane (worstelaar)
Glenn Thomas Jacobs (Madrid, 26 april 1967), beter bekend als Kane, is een Amerikaans professioneel worstelaar, acteur en politicus die sinds 1995 actief is in de World Wrestling Entertainment en zijn rol vervuld als ambassadeur voor het bedrijf. Jacobs is sinds 2018 de burgemeester van Knox County, Tennessee voor de Republikeinse Partij.
Kane is tweevoudig WWE World Heavyweight Champion en tweevoudig WWE Intercontinental Champion, maar werd vooral bekend als tag teamworstelaar. Kane veroverde 11 keer het WWE World Tag Team Championship en won in totaal 17 kampioenschappen. Kane is volgens de WWE-verhaallijnen, fictieve gebeurtenissen intern bekend als "kayfabe", de verminkte halfbroer van The Undertaker (gespeeld door Mark Calaway). Zijn "broer" is sinds november 2020 met pensioen. "Kane The Undertaker" was in 1990 de oorspronkelijke ringnaam of het eerste pseudoniem van "Taker" (Calaway) in World Wrestling Entertainment (destijds World Wrestling Federation), wat de oorsprong van de naam verklaarde. Kane en Taker vormden samen het tag team Brothers of Destruction. Sinds 2000 zijn Kane en The Undertaker de enige worstelaars die een Tombstone Piledriver mogen uitvoeren.
Kane en Triple H zijn de laatste nog actieve worstelaars die het populaire Attitude Era vanaf de start beleefden. Kane is houder van verschillende records in een Royal Rumble, die hij nog nooit won; meeste deelnames (19), meest opeenvolgende deelnames (18; van 1999 tot 2016), meeste eliminaties van een deelnemer (45) en snelste eliminatie van een deelnemer (1,8 seconden). Hij was tevens de 3e Grand Slam Champion in de geschiedenis. Kane was een verliezend deelnemer in de allereerste Elimination Chamber match en Money in the Bank ladder match, in 2002 en 2005 respectievelijk. Die laatste wedstrijd wist Kane in 2010 te winnen. Met een lengte van ± 2,01 meter en geschat lichaamsgewicht van 147 kg is Kane een van de meest imposante worstelaars ter wereld.
Glenn Jacobs, de vertolker van "Kane", stapte in 2017 in de politiek en stelde zich kandidaat voor burgemeesterschap in Knox County (Tennessee). Hij won de verkiezingen en is sinds de zomer van 2018 burgemeester van Knox County voor de Republikeinse Partij.

## Professioneel worstel-carrière (1992-)

### Vroege carrière (1992-1995)
In 1992 begon Jacobs zijn worstelcarrière en werkte in onafhankelijke, minder kapitaalkrachtige promoties. Hij worstelde in de bescheiden 'Smoky Mountain Wrestling' onder de ringnaam Unabomb, waar hij als lid van de "The Dynamic Duo" het 'SMW Tag Team Championship' won en in de 'United States Wrestling Association' (USWA), onder de ringnaam Doomsday, waar hij het 'USWA Heavyweight Championship' op zijn naam schreef. Jacobs werd voornamelijk getraind door Dean Malenko.

### World Wrestling Federation/Entertainment (WWF/E) (1995-heden)

#### Beginjaren (1995-1997)
In 1995 vertrok Jacobs naar de World Wrestling Federation (nu World Wrestling Entertainment), waar hij verschillende personages neerzette vooraleer hij in 1997 debuteerde als zijn huidig personage Kane. Jacobs heeft in totaal drie verschillende alter ego's gebruikt, waarvan "Mike Unabomb" en "Isaac Yankem" niet aansloegen bij het publiek.
Jacobs maakte zijn debuut voor 'World Wrestling Federation' (WWF) op 20 februari 1995 onder de ringnaam Mike Unabomb en versloeg Reno Riggins tijdens een aflevering van de wekelijkse show Monday Night Raw. Het volgende optreden kwam er pas op 26 juni 1996, opnieuw tijdens een aflevering van Monday Night Raw als Isaac Yankem, de tandarts van Jerry "The King" Lawler. Jacobs maakte zijn officiële wedstrijddebuut als Isaac Yankem op 15 augustus 1996 tegen Bret Hart, maar verloor.
Hij werd geïntroduceerd als "valse" Diesel in september 1996. Rick Bognar, toen bekend als "valse" Razor Ramon, debuteerde gelijktijdig. Jacobs verscheen voor het laatst als "Diesel" bij het evenement Royal Rumble in januari 1997. Daarna werd Jacobs' karakter omgebouwd als The Undertakers halfbroer die wraak op hem wilde nemen. Dit werd bekendgemaakt door de vroegere manager van The Undertaker, Paul Bearer, toen diens poging om zich te verzoenen met The Undertaker mislukte.

#### Attitude Era (1997-2000)
Het debuut van het personage "Kane" tijdens de allereerste Hell in a Cell match tussen The Undertaker en Shawn Michaels bij het evenement Badd Blood: In Your House geniet een legendarische status en wordt symbolisch gezien als het startpunt van het populaire Attitude Era. Kane viel The Undertaker aan met een Tombstone Piledriver, waardoor Michaels de overwinning in de wacht kon slepen. Kane was volgens de verhaallijn de halfbroer van The Undertaker en is dat anno 2022 nog steeds. Kane werd verminkt in een brand die volgens Paul Bearer was aangestoken door The Undertaker, die als kind een pyromaan zou zijn geweest. Hij droeg een rood masker met zwarte strepen en had een uniform in gelijkaardige stijl. Toen had Jacobs zelf nog lang haar. Later droeg hij een masker met pruik.
The Undertaker weigerde Kane aanvankelijk te bekampen omdat hij familie was, maar nadat Kane hem het WWF Championship had gekost was The Undertaker overgehaald. De confrontatie vond plaats bij WrestleMania XIV, waar Kane verloor. Kane werd in totaal twee keer verslagen door The Undertaker bij WrestleMania, want hij verloor nog eens bij WrestleMania XX op 20 maart 2004. Kane won het WWF Championship met een overwinning tegen Stone Cold Steve Austin bij het evenement King of the Ring op 28 juni 1998. In 1998 vormde Kane een tag team met X-Pac, destijds lid van D-Generation X, en had een affaire met Tori. Hun samenwerking werd verkozen tot PWI Tag Team of the Year in 1999.

#### Brothers of Destruction & Grand Slam (2001-2003)

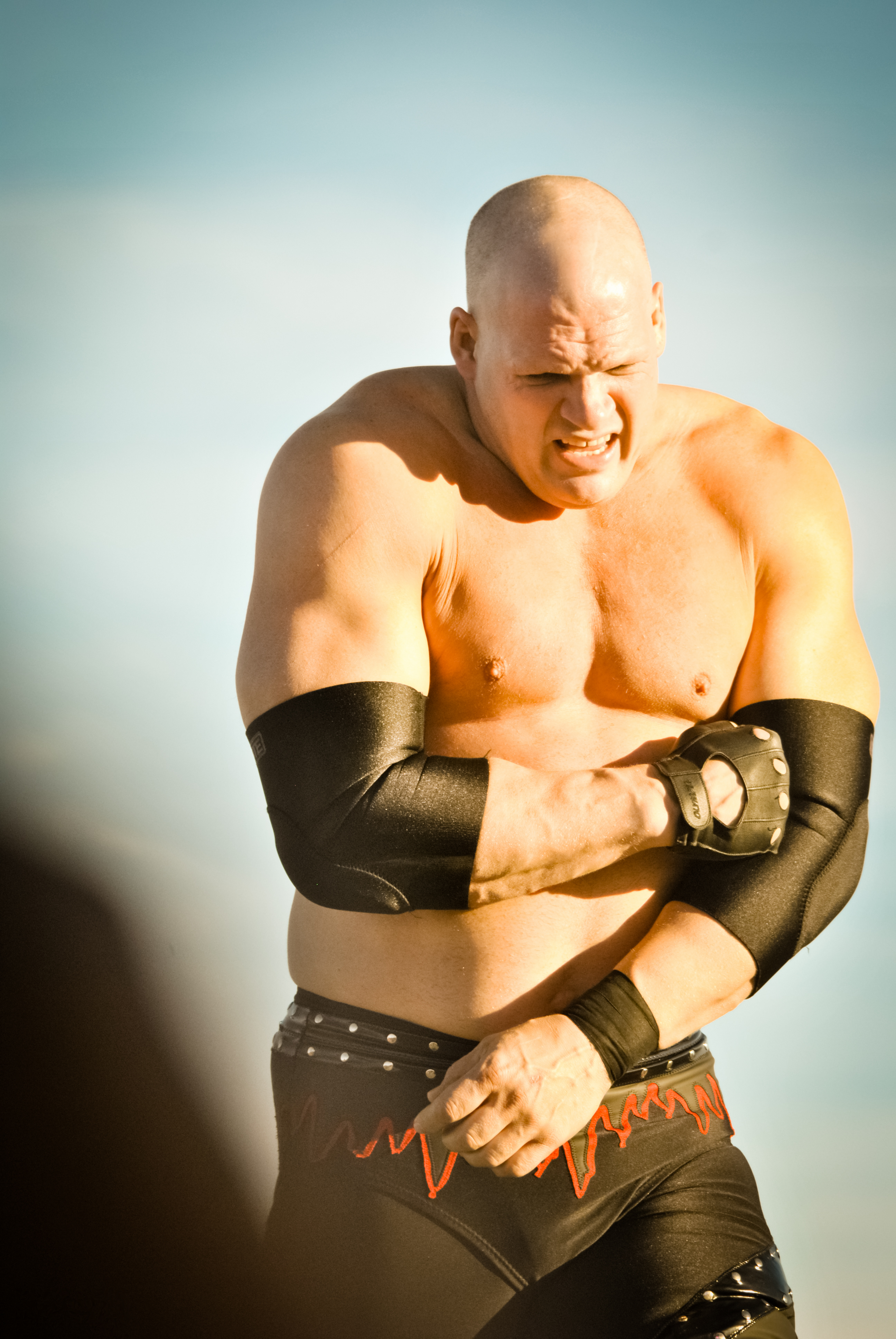
Kane in 2010

In januari 2001 vestigde hij een record in de Royal Rumble door 11 worstelaars te elimineren in een Royal Rumble. Dit record sneuvelde in 2014, toen Roman Reigns twaalf eliminaties liet optekenen. Kane werd zelf geëlimineerd door latere winnaar Stone Cold Steve Austin, die het record vestigde van meeste zeges - met name 3. In 2001 verbroederden Kane en The Undertaker definitief en stichtten ze het tag team "Brothers of Destruction" en samen daagden ze onder andere Edge en Christian uit voor het WWF Tag Team Championship, hetwelke Kane en The Undertaker samen één keer veroverden.
Kane versloeg Triple H in mei 2001 om het WWF Intercontinental Championship bij het evenement Judgment Day, waardoor Kane als derde worstelaar het Grand Slam Championship-ereteken in de geschiedenis voltooide. In 2003 verwijderde Kane zijn iconische masker voordat hij Rob Van Dam, zijn toenmalige tag teampartner, verrassend aanviel.

#### Lita & World Heavyweight Championship (2004-2010)
Kane werd in juni 2004 door titelhouder Chris Benoit verslagen om het World Heavyweight Championship bij het evenement Bad Blood. Hij trouwde in 2004 (kayfabe) met Lita, met wie hij later ook een (fictief) kind verwachtte. Het nieuwe alter ego van Jacobs, zonder masker, werd behoorlijk populair bij fans. Door een ongeluk in de ring kreeg Lita een miskraam. Lita bedroog Kane in 2005 met Edge en tussendoor met Matt Hardy.
Kane vormde in 2005 een tag team met Big Show. Ze waren toen een van de meest gevreesde tag teams in de WWE en bleven een half jaar WWE World Tag Team Champions, tot ze verloren van Spirit Squad. Hij speelde tussendoor de hoofdrol in de horrorfilm See No Evil als Jacob Goodnight. De film ging in première op 19 mei 2006. Hij keerde die dag terug op het scherm en viel plots zijn partner Big Show aan. Ze gingen uit elkaar als tag team.
In 2010 versloeg hij Rey Mysterio om het World Heavyweight Championship. Dat jaar won Kane de Money in the Bank ladder match. Kane diende zijn Money in the Bank–koffer in tegen Rey Mysterio bij het gelijknamig evenement, waardoor hij de titel in de wacht kon slepen. Kane versloeg als titelhouder zijn "broer" The Undertaker met hulp van Paul Bearer bij het evenement Hell in a Cell in een gelijknamige wedstrijd. Rond deze periode was Kane de eerste worstelaar die een combinatie WWE Championship, ECW Championship en World Heavyweight Championship heeft gewonnen. 

#### Laatste jaren fulltime (2010-2012)

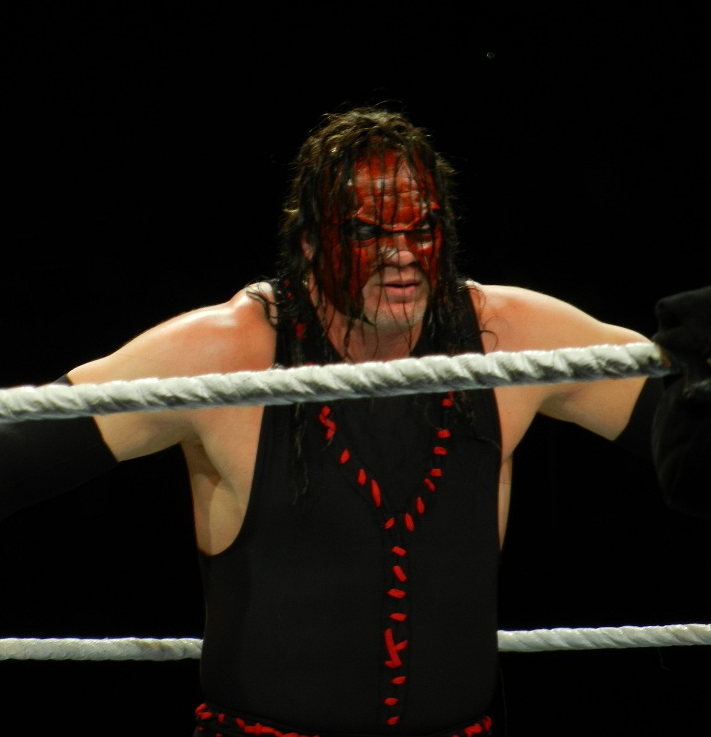
Kane in 2013

In het voorjaar van 2010 schoor Jacobs zich kaal. De bijnaam van Kane werd ook veranderd, van The Big Red Machine naar The Big Red Monster. Zelf noemde Kane zich voortaan The Devil's Favorite Demon. Tijdens een aflevering van Monday Night Raw op 12 december 2011, bij de jaarlijkse uitreiking van de Slammy Awards vond een wedstrijd tussen Mark Henry en John Cena plaats. Kane maakte toen een geheimzinnige terugkeer. Hij droeg een groot ijzeren masker, kwam naar de ring en viel John Cena aan. Daarna nam Kane het ijzeren masker af en daaronder zat het nieuwe masker.
"Masked Kane" was officieel terug, zoals de geruchten voorspelden. Kane versloeg Randy Orton in april 2012 bij WrestleMania XXVIII. Het was van 2003 geleden dat Kane nog te zien was geweest met masker. Kane was tevens een doorn in het oog van John Cena in de aanloop naar diens wedstrijd met Dwayne "The Rock" Johnson bij WrestleMania XXVIII.

#### Team Hell No & The Authority (2013-2015)
Later was hij weer te zien in een tag team met Daniel Bryan, genaamd "Team Hell No". Kane en Bryan veroverden samen het WWE Tag Team Championship. Hij worstelde met Bryan en (kayfabe) halfbroer The Undertaker tegen de worstelgroep The Shield tijdens een aflevering van Friday Night SmackDown!, maar ze werden verslagen. In januari 2014 elimineerde Kane op een controversiële manier de immens populaire CM Punk van de Royal Rumble. Hij was namelijk reeds geëlimineerd, maar keerde terug naar de ring. Het zou CM Punk's allerlaatste wedstrijd worden als professioneel worstelaar, nadat hij maanden op voet van oorlog had geleefd met de federatie.
Eind 2014 werd bekendgemaakt dat Kane voortaan Director of Operations was als lid van "The Authority", de groep van Triple H, Stephanie McMahon, Randy Orton en Seth Rollins. Na een tijdje dat te zijn geweest, keerde hij terug met masker. In oktober 2015 ontwikkelde zich een ietwat vreemd ogende verhaallijn naast de veel jongere Seth Rollins.
Hij daagde Rollins in oktober 2015 uit voor een wedstrijd met het WWE World Heavyweight Championship als inzet bij het evenement Hell in a Cell, maar als hij zou verliezen, verloor Kane zijn job in "The Authority". Kane verloor zijn job en tot overmaat van ramp werd zijn broer The Undertaker aangevallen door The Wyatt Family. Kane kwam retributie halen, maar faalde. Hij eindigde op dezelfde manier als The Undertaker. Kane en The Undertaker versloegen Bray Wyatt en Luke Harper bij het evenement Survivor Series op 22 november 2015. Ondertussen zou de verhaallijn met Rollins nog even doorgaan, maar die laatste scheurde twee weken eerder zijn voorste kruisband af en was een jaar buiten strijd.

#### Sporadische verschijningen (2016-heden)
Kane verdween lange tijd van het scherm. Hij keerde pas terug in oktober 2017 voor een kort programma tegen Braun Strowman en later Finn Bálor. Kane versloeg beiden in afzonderlijke wedstrijden. Kane en Strowman daagden Brock Lesnar uit voor het WWE Universal Championship bij het evenement Royal Rumble in januari 2018, maar zowel Kane als Strowman verloor. Hij gaf nog een gastoptreden op 19 maart 2018, toen hij John Cena te lijf ging omdat die laatste zijn (kayfabe) halfbroer The Undertaker een "lafaard" noemde. The Undertaker weigerde namelijk in te gaan op Cena's uitdaging voor een kamp bij WrestleMania 34 en hield zich ergens schuil.
Hij worstelde op 2 november 2018 met The Undertaker tegen D-Generation X (Triple H & Shawn Michaels) bij het evenement Crown Jewel, maar ze trokken aan het kortste eind. Het gebeuren was een laatste eresaluut aan Brothers of Destruction en "D-Generation X".

## In worstelen
- Finishers
  - Als Kane
    - Chokeslam to Hell (Chokeslam)
    - Tombstone Piledriver – overgenomen van The Undertaker (1997-heden)

  - Als Isaac Yankem
    - DDS (DDT)

  - Als Diesel
    - Jacknife - overgenomen van Diesel
- Signature moves
  - Big boot
  - Flying clothesline
  - Two-handed chokelift
  - Uppercut
  - Throat thrust
  - Verschillende powerslams:
    - Scoop slam
    - Sidewalk slam
    - Sideslam
- Managers
  - Jerry "The King" Lawler
  - Jim Cornette
  - Jim Ross
  - Paul Bearer
  - Tori
  - Lita
- Bijnamen
  - "The Big Red Monster"
  - "The Devil's Favorite Demon"
  - "The Big Red Machine"

## Prestaties
- Pro Wrestling Illustrated

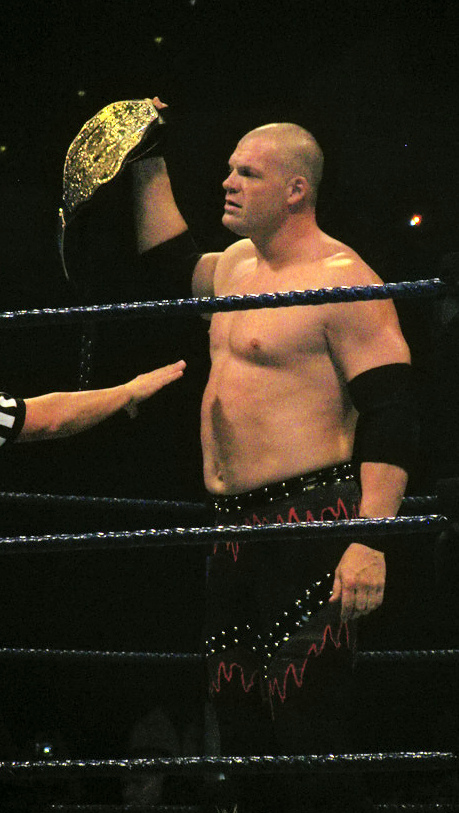
Kane als WWE World Heavyweight Champion in augustus 2010

  - PWI Tag Team of the Year (1999) met X-Pac
- Smoky Mountain Wrestling
  - SMW Tag Team Championship (1 keer met Al Snow)
- United States Wrestling Association
  - USWA Heavyweight Championship (1 keer)
- World Wrestling Federation / World Wrestling Entertainment
  - WWE World Heavyweight Championship (1 keer)
  - ECW Championship (1 keer)
  - WCW Tag Team Championship (1 keer met The Undertaker)
  - WWF Championship (1 keer)
  - WWF Hardcore Championship (1 keer)
  - WWE Intercontinental Championship (2 keer)
  - WWE World Tag Team Championship (9 keer; 2x met Mankind, 2x met X-Pac, 2x met The Undertaker, 1x met The Hurricane, 1x met Rob Van Dam en 1x met Big Show)
  - WWE Tag Team Championship (2 keer; met Big Show (1x) en Daniel Bryan (1x))
  - Triple Crown Championship (8ste)
  - Slammy Award
    - "Best Family Values" (2010)
- Wrestling Observer Newsletter
  - Worst Feud of the Year (2002) vs. Triple H
  - Worst Feud of the Year (2003) vs. Shane McMahon
  - Worst Feud of the Year (2004) vs. Matt Hardy en Lita
  - Worst Feud of the Year (2007) vs. Big Daddy V
  - Worst Feud of the Year (2008) vs. Rey Mysterio